# Pouligny-Saint-Martin
Pouligny-Saint-Martin è un comune francese di 251 abitanti situato nel dipartimento dell'Indre nella regione del Centro-Valle della Loira.

## Società

### Evoluzione demografica
Abitanti censiti